# フランセスク・アルナウ
フランセスク・シャビエル・アルナウ・グラブローサ（Francesc Xavier Arnau Grabulosa、1975年5月23日 - 2021年5月22日）は、スペイン・カタルーニャ州ジローナ県ラス・プラナス出身の元サッカー選手、サッカー指導者。現役時代のポジションはゴールキーパー。

## 経歴

### クラブ
FCバルセロナの下部組織出身であり、1996年11月9日のアトレティコ・マドリード戦 (3-3) でトップチームデビューした。ルート・ヘスプやペペ・レイナ（現：ラツィオ）の控えを務め、1999年まではFCバルセロナBでもプレーした。
2001年、移籍金210万ユーロでマラガCFに移籍した。当初はペドロ・コントレラスの控えであったが、2003年にコントレラスがレアル・ベティスに移籍してからレギュラーの座を獲得した。その後キャプテンに就任したが、2007-08シーズンはイニャキ・ゴイティアにポジションを奪われた。ゴイティアは2009年にベティスに移籍したが、新たにロベルト・サンタマリアとグスタボ・ムヌアが加入し、2009-10シーズンは第3GKに降格した（正GKはムヌアが務めた）。2010年にムヌアはレバンテUDに移籍したが、ロドリゴ・ガラートやルベン・マルティネスが加入し、さらに2011年にはアトレティコ・マドリードからセルヒオ・アセンホ、セグンダ・ディビシオン（2部）のエルチェCFからウィリー・カバジェロも加入した。なお、このシーズンは5人のGKがリーグ戦で交互に出場し、正GK不在の特異なシーズンであった。2011年5月21日、古巣FCバルセロナ戦とのシーズン最終戦 (1-3) では試合終了間際にカバジェロに代わって出場し、現役生活最後の瞬間を飾った。
2011年6月、かつてのチームメイトであるFWサルバ・バジェスタとともにマラガCFのユースチーム監督に就任した。
2021年5月、オビエド近くの駅の線路内で遺体として見つかった。線路に飛び込んだと推測され、自殺とみられる。

### 代表
1998年にはU-21スペイン代表としてUEFA U-21欧州選手権に出場して優勝し、大会最優秀選手賞に輝いた。

## タイトル

### クラブ
FCバルセロナ
- UEFAカップウィナーズカップ : 1996-97
- リーガ・エスパニョーラ : 1998-99
- コパ・デル・レイ 1996-97

マラガCF
- UEFAインタートトカップ : 2002

### 代表
- U-21スペイン代表
  - UEFA U-21欧州選手権 : 1998

### 個人
- UEFA U-21欧州選手権 最優秀選手賞 : 1998